# نبرد لانگه‌والا
نبرد لانگه‌والا یک نبرد سرنوشت ساز بین پاکستان و هند بر سر منطقه پاکستان شرقی بود که در اواخر نوامبر ۱۹۷۱ آغاز شد. پاکستان شرقی پس از جدایی از پاکستان، بنگلادش نام گرفت
در طول این نبرد بیشتر توجه ارتش هند به سمت شرقی مرزهای خود معطوف بود و کمتر به سمت غربی مرزهای خود متمرکز شده بود. در آخرین هفته نوامبر ۱۹۷۱ ارتش هند مانورهای تهاجمی را در ناحیه آتگرم علیه پست‌های مرزی پاکستانی و مراکز ارتباطی آن‌ها در طول مرزهای شرقی خود انجام داد. نیروهای جدایی‌طلب بنگلادشی نیز به پشتیبانی هند یک تهاجم را در ناحیه جیسور ترتیب دادند. در این زمان برای پاکستان مسلم شده بود که درگیری گسترده با هند غیرقابل اجتناب است و پاکستان شرقی در درگیری طولانی مدت در برابر هند بی دفاع است؛ بنابراین یحیی خان رئیس جمهور پاکستان تصمیم گرفت تا با استفاده از استراتژی رئیس جمهور سابق ارتشبد ایوب خان از یکپارچگی پاکستان حفاظت کند. ایوب خان پیشتر بیان داشته بود که دفاع از پاکستان شرقی نیاز به تحرکات در مرزهای غربی هند دارد

## استراتژی پاکستانی‌ها و هندی‌ها
استراتژی ایوب خان این فرضیه را به وجود آورده بود که یک درگیری گسترده با هند تحت فشارهای بین‌المللی نباید مدت زیادی طول بکشد. از آنجایی که پاکستان شرقی به نظر غیرقابل دفاع می‌رسید بنابراین باید تلاش می‌شد تا با تمرکز بر اشغال هرچه بیشتر بخش غربی هند، ابزار قدرتمندی در مذاکرات صلح بدست بیاید. برای انجام این کار ژنرال تیکاخان طرح یک عملیات تهاجمی به هند را پیشنهاد داد و نیروی هوایی پاکستان نیز به این منظور باید حداکثر پشتیبانی را از این طرح به عمل می‌آورد. طرح اولیه برای این حمله نیاز به یک برتری هوایی موقتی داشت تا نیروهای پاکستانی بتوانند با یک حمله برق آسا به عمق قسمت غربی هند نفوذ کنند و پس از آن با استقرار در مواضع تثبیت شده، به دفاع بپردازند.
در این بین شهر رحیم یارخان پاکستان در نزدیکی مرزهای بین‌المللی یک موقعیت حساس را برای نیروهای خان بازی می‌کرد. این شهر که در نزدیکی راه آهن سند پنجاب قرار داشت یک مرکز مهم و شکننده برای تأمین لجستیک نیروهای خان بود. سقوط این شهر به دست هندی‌ها می‌توانست مسیر راه آهن بین سند و پنجاب را قطع کند و امکان تهیه سوخت و مهمات برای نیروهای پاکستانی که از کراچی می‌آمد را مشکل کند.
از طرفی دیگر نقشه نیروهای هندی این بود که با حمله نیروهای لشکر دوازدهم ارتش هند به آن سوی خط مرزی از طریق سارکاری تالا به اسلام گاره پیش برود و در قدم بعدی با پیشروی به سمت باقلا، شهر رحیم یارخان را تصرف کند. این کار نه تنها باعث متزلزل شدن دفاع پاکستانی‌ها در پنجاب می‌شد بلکه در ناحیه جامو و کشمیر نیز با حمله هندی‌ها به ناحیه شکارگاره هماهنگ می‌شد و در نهایت امکان این بودکه بتوان نیروهای پاکستانی که در این ناحیه در تله گیر افتاده بودند را پاکسازی کرد.
پاکستان که پنجاب را به عنوان یک مرکز عملیاتی انتخاب کرده بود یک شبکه اطلاعاتی قوی در این ناحیه در اختیار داشت و قصد داشت این ضعف قدرت زمینی در مقایسه با هند در این ناحیه را با یک حمله پیش‌دستانه از طریق کیشانگاره به سمت مرکز فرماندهی میدانی آن‌ها در جنوب رامگاره جبران کند. سازمان اطلاعات پاکستان در این بخش کاری بسیار بزرگ را با نفوذ نیروهای خود به میان مردمان عادی و جمع‌آوری اطلاعات مورد نیاز برای ارتش انجام داد. با این حال این منابع از جمع‌آوری اطلاعات در پست لانگ والا که یک پست مرزی امنیتی بود بازماندند. این منطقه به تازگی با یک گردان از هنگ پنجاب تقویت شده بود. لانگ والا نقش یک موقعیت استراتژیک در مسیر تصرف مناطق وسیعی از سمت غربی هند در ایالت راجستان را ایفا می‌کرد و با سقوط آن هند در موقعیت بدی در جبهه غربی قرار می‌گرفت

## طرح عملیات حمله و استعداد نیروهای دو طرف
طرح عملیاتی پاکستانی‌ها بر این فرض بنا نهاده شده بود که یک حمله در منطقه، به نیروهای لشکر اول زرهی واقع در منطقه سری گانگاناگر کمک خواهد نمود. فرماندهی مرکزی پاکستان همچنین احساس نمود که باید از مسیر ارتباطی شمالی جنوبی که به علت نزدیکی به مرز بسیار آسیب‌پذیر می‌نمود محافظت شود. یک طرح نظامی ترکیبی بنابراین موضوع اتخاذ شد. این طرح مشتمل بر استفاده از دو تیپ پیاده و دو هنگ زرهی بود. برای این منظور یک لشکر مجزا به نام لشکر ۱۸ تشکیل شد. لشکر ۱۸ تصرف و تثبیت لانگ والا را به تیپ ۲۰۶ پیاده و هنگ زرهی ۳۸ سواره نظام ارتش محول کرد و تیپ ۵۱ پیاده و ۲۲ سواره نظام را برای ادامه عملیات بعد از تصرف لانگ والا و تسخیر جیسالمر مأمور کرد.
نقشه پاکستانی‌ها رسیدن به لانگ والا، رامگاره و جیسالمر بود. این نقشه از آغاز بسیار دور از واقعیت به نظر می‌رسید. قرار بر این بود که عملیات در شب اجرا شود. همچنین به علت نبود راه ارتباطی مستقیم و مناسب نیروهای پاکستانی مجبور به عبور از زمین‌های رملی و ماسه‌های نرم بودند. این امر از نظر نیروهای شناسایی رزمی پاکستانی مغفول مانده بود که نیروهای زرهی آن‌ها بدون ادوات مهندسی قادر به عبور سریع از این زمین‌ها و حمله به مواضع دشمن نخواهند بود. با وجود برتری عددی پاکستانی‌ها نسبت به نیروهای هندی ولی مشکل گیرافتادن خودروها در شن‌های نرم یک نقطه ضعف برای آن‌ها به شمار می‌آمد
هندی‌ها بر یک بلندی شنی که بر اطراف خود تسلط داشت استقرار پیدا کرده بودند بطوری که در تاریکی شب به سختی از سوی محیط اطراف خود قابل شناسایی بودند. این پست از سه طرف به وسیله فنس‌های سیمی پوشیده شده بود. باقی نیروهای گردان در منطقه ساده والا در ۱۷ کیلومتری شمال شرقی لانگه‌والا مستقر شده بودند. چندپوری یک گروهان پیاده تقویت شده با تعدادی نیرو به همراه تیربار و خمپاره ۸۱ میلیمتری و یک جیپ با تفنگ بدون عقب‌نشینی ۱۰۶ میلیمتری در اختیار داشت. دو تفنگ ۱۰۶ دیگر یگان او به همراه خدمه در حال آموزش در مقر فرماندهی گردان بودند. سرگرد چندپوری به همراه خودش یک تیم چهار نفره از نیروهای امنیتی سوار بر شتر را در اختیار داشت. پست لانگ والا هیچ نیروی زرهی در اختیار نداشت ولی می‌توانست از هنگ ۱۷۰ توپخانه میدانی واقع در راجپوت و هنگ ۱۶۸ توپخانه درخواست آتش توپخانه را بدهد.

## عملیات نظامی
برای پشتیبانی نیروهای زمینی پاکستان، نیروی هوایی در غروب روز سوم دسامبر ۱۹۷۱ یک حمله پیش‌دستانه را به سمت نیروهای هندی انجام داد. بلافاصله بعد از اولین حمله نیروی هوایی پاکستان به پایگاه‌های هوایی هندی سرگرد چندپوری یک گروه ۲۰ نفره به فرماندهی ستوان زارام ویر را به منظور گشت زنی در ستون ۶۳۸ مرزی در منطقه نزدیک به مرز پاکستان مأمور کرد که این گروه گشتی نقش بسیار مهمی را برای شناسایی واحدهای زرهی پاکستانی در حال پیشروی داشت.
در شب چهارم دسامبر جوخه ستوان ویر در حال گشت زنی در نزدیکی مرز متوجه ستون عظیمی از نیروهای زرهی که در حال نزدیک شدن بودند شد. این مشاهده با گزارش‌های پست هوابرد دیدبانی ارتش مبنی بر نزدیک شدن ستون نیروهای پاکستانی به سمت لانگ والا مطابق بود. سرگرد چندپوری همزمان با هدایت نیروهای ستوان ویر با تماس با واحد فرماندهی گردان درخواست فوری نیروی تقویتی به همراه واحدهای زرهی و پشتیبانی توپخانه را داد. فرماندهی گردان به او این حق انتخاب را داد تا بین ماندن و مقابله با نیروهای دشمن تا حد ممکن یا عقب‌نشینی تاکتیکی به شهر رامگاره یکی را انتخاب کند چون امکان رسیدن نیروهای کمکی تا حداقل شش ساعت آینده وجود نداشت. سرگرد چندپوری با در نظر گرفتن شرایط مختلف و این نکته که آن‌ها در موقعیت دفاعی خوبی قرار دارند و در تاریکی شب عقب‌نشینی سریع خود یک ریسک بالا به شمار می‌آید دفاع کردن در مقابل نیروهای پاکستانی را انتخاب کرد.
نیروهای پاکستانی حمله خود را در ساعت ۱۲:۳۰ صبح شروع کردند. همین‌طور که نیروی مهاجم در حال نزدیک شدن به پست بود توپخانه ارتش پاکستان شروع به شلیک با توپ‌های کالیبر متوسط نمود. این شلیک‌ها منجر به کشته شدن ۵ شتر از ۱۰ شتر نیروهای امنیتی هندی شد. ستونی متشکل از ۶۵ تانک پاکستانی شامل تانک‌های شرمن وType 59 چینی در حال نزدیک شدن بودند. نیروهای هندی با استفاده از مین‌های ضد تانک شروع به مین ریزی سریع در مسیر آن‌ها کردند که در پی بی دقتی یک نیروی پیاده هندی در این بین کشته شد. نیروهای هندی تا رسیدن تانک‌ها به فاصله‌ای در حدود ۱۵ تا ۳۰ متری موضعشان در اختفا به سر می‌بردند. با رسیدن به این فاصله نیروهای هندی با راکت‌های پیات (PIAT) شروع به هدف قرار دادن تانک‌های پاکستانی کردند. در همین حال هندی‌ها با تنها تفنگ ۱۰۶ میلیمتری M40 خود که یکی از خدمه خود را نیز از دست داده بود آماده شلیک به سمت تانک‌ها شدند. این سلاح بر روی تانک‌های پاکستانی تأثیر زیادی داشت و توانست از زره بسیاری از آن‌ها نفوذ کند. خودروهای پاکستانی با گیر کردن و فرورفتن در شن نرم بیابان از حرکت باز افتادند و تبدیل به سیبل‌های ثابت برای هندی‌ها شدند. با نابود شدن و صدمه دیدن ۱۲ تانک و خودروی زرهی پاکستانی توسط سلاح‌های پرتاب شونده و مین‌های هندی از سوی دشمنانی که در تاریکی به سختی قابل مشاهده بودند آن‌ها تصمم گرفتند تا حمله خود را متوقف کنند. آتش گرفتن بشکه‌های سوخت روی تانک‌ها باعث ایجاد نور و روشنایی در محیط شد که همین امر باعث شد دید نیروهای هندی نسبت پاکستانی‌ها بهتر شود و آن‌ها راحت‌تر بتوانند به شلیک بپردازند.
۲ ساعت طول کشید تا پاکستانی‌ها بتوانند مکان میدان مینی را که به صورت ناقص توسط هندی‌ها آماده شده بود مشخص نمایند. در همین زمان نیروهای پاکستانی تصمیم گرفتند با دور زدن پست و محاصره آن اقدام به تصرف آن کنند. با وارد شدن دوباره در شن زار خودروها و نفربرهای زرهی پاکستانی در شن‌های بیابان فرورفتند و از حرکت بازایستادند ولی در نهایت موفق به محاصره پست شدند. در طول درگیری سرگرد چندپوری در تماس با مرکز اقدام به هدایت آتش توپخانه به سمت پاکستانی‌ها می‌کرد
با وجود برتری عددی قوای پاکستانی و محاصره کردن هندی‌ها با این وجود پاکستانی‌ها نتوانستند در زیر نور ماه کامل به پیشروی ادامه دهند. با طلوع صبح هنوز نیروهای پاکستانی نتوانسته بودند پست لانگه‌والا را تصرف کنند.
با رسیدن طلوع صبح نیروی هوایی هند سرانجام توانست با استفاده از هواپیماهای هاوکر هانتر و HF-24 Maruts به نیروهای پاکستانی حمله کند. این هواپیماها به دلیل نداشتن سیستم‌های دید در شب قادر به اجرای عملیات در طول شب نبودند. در نور خورشید هواپیماهای نیروی هوایی هند توانستند به‌طور مؤثری به اجرا عملیات بپردازند و در این راه از کمک کنترلر جهت دهنده هوایی سوار بر یک فروند هواپیمای HAL Krishnak به خلبانی سرگرد آمتا سینگ استفاده کنند. او با دقت و به خوبی اهداف را برای سایر هواپیماها مشخص می‌نمود و به خوبی هدایت آتش آن‌ها را بر عهده داشت و این کار تا زمانیکه نیروهای کمکی از راه برسند ادامه داشت. هواپیماهای هندی به نیروهای زمینی و خودروهای زرهی و سایر ادوات پاکستانی‌ها با استفاده از راکت‌های T-10 ماترا و توپ ۳۰ میلیمتری حمله کردند. پاکستانی‌ها بدون حمایت از جانب هواپیماهای نیروی هوایی خود که در جاهای دیگر به‌طور گسترده‌ای مشغول بودند، به راحتی هدف حملات هندی‌ها قرار می‌گرفتند. برد تیربارهای ضدهوایی ۱۲٫۷ میلیمتری قرار گرفته بر روی تانک‌های پاکستانی کوتاه بود و بر روی جت‌های هندی بی اثر می‌نمود. به علت ماهیت زمین نبرد شکار نیروهای پاکستانی برای هواپیماهای هندی بسیار آسان بود. تا ظهر روز بعد حمله کاملاً پایان یافته بود و پاکستانی‌ها ۲۲ تانک را در حملات هوایی و ۱۲ مورد را در حملات زمینی مدافعان از دست دادند و تعدادی نیز سالم به تصرف مدافعان درآمد. آمار کل وسایل و ادوات نابود شده یا صدمه دیده پاکستانی به ۱۰۰ عدد می‌رسید. در پایان روز ۷ دسامبر کلیه نیروهای پاکستانی به علت رسیدن قوای کمکی هندی‌ها مجبور به عقب‌نشینی از مواضع خود شدند و به داخل مرزهای بین‌المللی برگشتند. لانگه‌والا اثبات کرد که یکی از نقاط مهم این جنگ بوده‌است

## تحلیل و پیامدهای حمله
بدون در نظر گرفتن پیروزی میدانی هندی‌ها، این نبرد یک شکست اطلاعاتی و راهبردی برای هردو طرف بود. اطلاعات ارتش هند از دادن هشدار برای ورود یک ستون عظیم زرهی از سمت غرب عاجز مانده بود و از آن بدتر پست دفاعی آنها به هیچ وجه از نظر تسلیحات سنگین برای خنثی‌سازی نیروهای دشمن تجهیز نشده بود. در نهایت آنها از موقعیت فرار نیروهای پاکستانی استفاده نکردند و در حالی که می‌توانستند نیروهای در حال عقب‌نشینی پاکستانی را از بین ببرند و حمایت هوایی نیز از آنها برقرار بود پاکستانی‌ها را به حال خود رها کردند.
از سوی دیگر پاکستانی‌ها نیز مقاومت پست لانگه‌والا را دست کم در نظر گرفته بودند و تصور می‌کردند که بدون داشتن پشتیبانی هوایی کافی و توپخانه قوی می‌توان آن را تصرف کرد در صورتی که شن‌های منطقه که آنها در محاسبات خود در نظر نگرفته بودند برای آنها دردسرهای بسیاری را ایجاد کرد. بسیاری از تانک‌های آنها در شن‌های نرم با سرعت کند حرکت می‌کردند و بعضی حتی به علت گرمای بیش از حد موتور ناشی از گیر افتادن در شن از کار می‌افتادند. پاکستانی‌ها همچنین پشتیبانی هوایی نزدیک هندی‌ها را نیز نادیده گرفته بودند. نبرد در صحرای بدون هیچ گونه مانع و پوشش برای تانک‌ها و نفرات پیاده، از پاکستانی‌ها اهداف ساده و در دسترسی برای هواپیماهای هندی ساخته بود. طرح حمله یه لانگ والا هرچند از استراتژی کلی جنگ به خوبی طراحی شده بود ولی در طرح عملیاتی و نقشه اجرا با مشکلات بسیار زیادی روبرو بود که باعث شد در نهایت این طرح به شکست منجر شود.
بعد از پایان جنگ به سرگرد (بعدها سرتیپ) کولدیپ سینگ چندپوری مدال ماهاویر چاکرا (دومین نشان کشور هند) داده شد و سایر مدافعان نیز مدال‌های مختلفی دریافت کردند و در آن سو فرمانده لشکر ۱۸ام ارتش پاکستان نیز از کار خود برکنار شد.